# 波利亞納 (沙爾霍羅德區)
48°44′18″N 28°6′31″E / 48.73833°N 28.10861°E
波利亞納（烏克蘭語：Поляна）是位於烏克蘭西南部文尼察州裏日梅林卡區的村莊，始建於1900年，面積0.25平方公里，2001年人口98，人口密度每平方公里398.37人。